# Lista de imperadores do Japão
Esta é uma lista de monarcas do Japão.

## Imperadores do Japão
| #                                              | Imagem        | Nome Pessoal                | Nome Póstumo       | Kanji         | Reinado                | Reinado                | Notas |
| Período Jomon                                  | Período Jomon | Período Jomon               | Período Jomon      | Período Jomon | Período Jomon          | Período Jomon          | Período Jomon |
| ---------------------------------------------- | ------------- | --------------------------- | ------------------ | ------------- | ---------------------- | ---------------------- | --- |
| 1                                              |               | Hikohohodemi                | Jimmu              | 神武天皇      | 660 a.C                | 585 a.C                | Lendário; descendente de Amaterasu. |
| 2                                              |               | (Desconhecido)              | Suizei             | 綏靖天皇      | 581 a.C                | 549 a.C                | Lendário. Filho do Imperador Jimmu |
| 3                                              |               | (Desconhecido)              | Annei              | 安寧天皇      | 549 a.C                | 511 a.C                | Lendário. Filho do Imperador Suizei |
| 4                                              |               | (Desconhecido)              | Itoku              | 懿徳天皇      | 510 a.C                | 477 a.C                | Lendário. Filho do Imperador Annei |
| 5                                              |               | (Desconhecido)              | Kosho              | 孝昭天皇      | 475 a.C                | 393 a.C                | Lendário. Filho do Imperador Itoku |
| 6                                              |               | (Desconhecido)              | Koan               | 孝安天皇      | 392 a.C                | 291 a.C                | Lendário. Filho do Imperador Kosho |
| Período Yayoi                                  |               |                             |                    |               |                        |                        | |
| 7                                              |               | (Desconhecido)              | Korei              | 孝霊天皇      | 290 a.C                | 215 a.C                | Lendário. Filho do Imperador Koan |
| 8                                              |               | (Desconhecido)              | Kogen              | 孝元天皇      | 214 a.C                | 158 a.C                | Lendário. Filho do Imperador Korei |
| 9                                              |               | (Desconhecido)              | Kaika              | 開化天皇      | 157 a.C                | 98 a.C                 | Lendário. Filho do Imperador Kogen |
| 10                                             |               | (Desconhecido)              | Sujin              | 崇神天皇      | 97 a.C                 | 30 a.C                 | Lendário; existem possibilidades de ter existido. Filho do Imperador Kaika. |
| 11                                             |               | (Desconhecido)              | Suinin             | 垂仁天皇      | 29 a.C                 | 70                     | Lendário. Filho do Imperador Sujin |
| 12                                             |               | (Desconhecido)              | Keiko              | 景行天皇      | 71                     | 130                    | Lendário. Filho do Imperador Suinin |
| 13                                             |               | (Desconhecido)              | Seimu              | 成務天皇      | 131                    | 191                    | Lendário. Filho do Imperador Keiko |
| 14                                             |               | (Desconhecido)              | Chuai              | 仲哀天皇      | 192                    | 200                    | Lendário. Filho do príncipe Yamato Takeru, sobrinho do Imperador Seimu e neto do Imperador Keikō. Primeiro imperador a ascender ao trono sem ser filho do imperador anterior. Morreu durante uma campanha contra a tribo Kumaso. |
| -                                              |               | (Desconhecido)              | Jingu              | 神功皇后      | 201                    | 269                    | Lendária; Viúva do Imperador Chuai, mãe e regente do Imperador Ojin. |
| Período Kofun                                  |               |                             |                    |               |                        |                        | |
| 15                                             |               | Hondawake                   | Ojin               | 応神天皇      | 270                    | 310                    | Primeiro imperador histórico. Enterrado em Hachiman. |
| 16                                             |               | Ohosazaki                   | Nintoku            | 仁徳天皇      | 313                    | 399                    | Fontes tradicionais. Filho do Imperador Ojin. |
| 17                                             |               | Ōenoizahowake               | Richu              | 履中天皇      | 400                    | 405                    | Fontes tradicionais. Filho do Imperador Nintoku. |
| 18                                             |               | Mizuhawake                  | Hanzei             | 反正天皇      | 406                    | 411                    | Fontes tradicionais. Filho do Imperador Nintoku e irmão do Imperador Richu |
| 19                                             |               | (Desconhecido)              | Ingyo              | 允恭天皇      | 412                    | 453                    | Fontes tradicionais. Filho do Imperador Nintoku e irmão dos Imperadores Richu e Hanzei. |
| 20                                             |               | Anaho                       | Anko               | 安康天皇      | 454                    | 456                    | Fontes tradicionais. Filho do Imperador Ingyo. Ele é o primeiro imperador a ser explicitamente registrado como sendo assassinado. |
| 21                                             |               | Ōhatsuse Wakatake           | Yuryaku            | 雄略天皇      | 457                    | 479                    | Fontes tradicionais. Filho do Imperador Ingyo e irmão do Imperador Anko |
| 22                                             |               | Shiraka                     | Seinei             | 清寧天皇      | 480                    | 484                    | Fontes tradicionais. Filho do Imperador Yuryaku. Não teve filhos. |
| 23                                             |               | Woke                        | Kenzo              | 顕宗天皇      | 484                    | 487                    | Fontes tradicionais. Filho do príncipe Oshiwa de Ichinobe, neto do Imperador Richu. Seu pai foi morto pelo Imperador Yuryaku (seu primo de 2° grau) durante uma caçada. Assumiu o trono pois o Imperador Seinei morreu sem deixar herdeiros. |
| 24                                             |               | Oke                         | Ninken             | 仁賢天皇      | 488                    | 498                    | Fontes tradicionais. Filho do príncipe Oshiwa de Ishinobe, neto do Imperador Richu e irmão do Imperador Kenzo. |
| 25                                             |               | Wohatsuse Wakasazaki        | Buretsu            | 武烈天皇      | 499                    | 507                    | Fontes tradicionais. Filho do Imperador Ninken. Não teve herdeiros. Alguns historiadores consideram o Imperador Buretsu como o último monarca da primeira dinastia registrada do Japão. |
| 26                                             |               | Ohodo no Ōkimi              | Keitai             | 継体天皇      | 507                    | 531                    | Fontes tradicionais. Keitai não era filho do monarca imediatamente anterior. De acordo com o Kojiki e Nihon Shoki, o Imperador Buretsu morreu sem um sucessor, momento em que um tetraneto do Imperador Ōjin, o Rei Ohodo de Koshi (entidade tribal menor, aparentemente nas partes setentrionais do centro do Japão), veio e ascendeu ao trono. |
| 27                                             |               | Magari                      | Ankan              | 安閑天皇      | 531                    | 535                    | Fontes tradicionais. Filho do Imperador Keitai. |
| 28                                             |               | Hinokuma-no-takata          | Senka              | 宜化天皇      | 536                    | 539                    | Fontes tradicionais. Filho do Imperador Keitai e irmão do Imperador Ankan. |
| Período Asuka                                  |               |                             |                    |               |                        |                        | |
| 29                                             |               | Amekuni Oshiharaki Hironiwa | Kimmei             | 欽明天皇      | 539                    | 571                    | Filho do Imperador Keitai e irmão dos Imperadores Ankan e Senka. Foi durante o seu reinado que o budismo foi introduzido no Japão. O rei Seong de Baekje (agora oeste da Coreia do Sul) enviou uma missão ao imperador Kinmei que incluía uma imagem do Buda, estandartes rituais e sutras. De acordo com o Nihon Shoki, depois de receber os presentes budistas, o imperador japonês perguntou a seus oficiais se o Buda deveria ser adorado no Japão. Eles estavam divididos sobre o assunto, com Soga no Iname apoiando a ideia, enquanto Mononobe no Okoshi e Nakatomi no Kamako temiam que os kami do Japão ficassem zangados com a adoração de uma divindade estrangeira. |
| 30                                             |               | Nunakura no Futotamashiki   | Bidatsu            | 敏達天皇      | 572                    | 585                    | Filho do Imperador Kimmei O reinado de Bidatsu foi marcado por lutas na Corte sobre o budismo. Estátuas budistas, bem como monges e freiras budistas , foram trazidos para o Japão de Baekje (Coreia) durante este reinado. Mas o Grande Chefe Divino Moriya do clã Mononobe queimou as estátuas budistas e baniu os sacerdotes. Já o Grande Chefe Imperial Soga continuou seguindo o budismo. O clã Soga desempenhou um papel fundamental na propagação inicial do budismo no país. Seu apoio, juntamente com grupos de imigrantes coreanos e chineses, deu ao budismo seu impulso inicial no Japão junto com seu primeiro templo. Os Nakatomi e Mononobe, no entanto, continuaram a se opor aos Soga, culpando sua adoração por doenças e desordem. |
| 31                                             |               | Tachibana no Toyohi         | Yomei              | 用明天皇      | 585                    | 587                    | Filho do Imperador Kimmei, meio-irmão do Imperador Bidatsu. |
| 32                                             |               | Hatsusebe no Waka-sazaki    | Sushun             | 崇峻天皇      | 587                    | 592                    | Filho do Imperador Kimmei, meio-irmão dos Imperadores Bidatsu e Yomei. O clã Mononobe, um clã rival ao clã Soga, se aliou ao Príncipe Anahobe , outro filho de Kimmei, e tentou coroa-lo imperador. Soga no Umako, que sucedeu seu pai como Grande Chefe Imperial, acabou matando Mononobe no Moriya na Batalha de Shigisan. Umako então coroou o Imperador Sushun ao trono. Soga no Umako venceu os poderosos clãs Mononobe e Nakatomi, que defendiam a religião nativa, o xintoísmo contra o budismo. O budismo deixa de ser perseguido no Japão. Conforme o tempo passava, Sushun tornou-se ressentido pelo poder de Umako, e queria depor-lo. Acabou assassinado por Yamatonoaya no Koma sob as ordens de Soga no Umako. |
| 33                                             |               | Nukatabe                    | Suiko              | 推古天皇      | 593                    | 628                    | Primeira imperatriz reinante. Viúva do Imperador Bidatsu. Seu sobrinho, o Príncipe Shotoku, um budista fervoroso, agiu como seu regente. Apesar do poder político durante o reinado de Suiko amplamente ser visto como tendo sido exercido de fato por Shōtoku e Soga no Umako, Suiko estava longe de ser impotente. Possuia habilidades políticas significativas. Seu reinado foi marcado pela abertura de relações com a China Sui em 600, a adoção da Sistema das Doze Posições em 603 e a adoção da Constituição dos dezessete artigos em 604. Ao falecer tem início uma crise de sucessão. |
| 34                                             |               | Tamura                      | Jomei              | 舒明天皇      | 629                    | 641                    | Filho do príncipe Ōe de Oshisakanohikohito e da princesa Nukate. Neto do Imperador Bidatsu. Quando a Imperatriz Suiko faleceu não deixou claro quem seria seu sucessor, logo uma disputa tem início entre o príncipe Tamura, apoiado por Soga no Emishi do poderoso clã Soga, e o Príncipe Yamashiro no Ōe, que derrotado por Tamura, acabou se suicidando. Jomei aprofundou relações com os reinos de Koguryo e Baekje na Coreia e com a Dinastia Tang da China. |
| 35                                             |               | Takara                      | Kogyuki            | 皇極天皇      | 642                    | 645                    | Primeiro reinado. Viúva do Imperador Jomei e bisneta do Imperador Bidatsu. |
| 36                                             |               | Karu                        | Kotoku             | 孝徳天皇      | 645                    | 654                    | Primeiro a utilizar o título Tenno. Era irmão da Imperatriz Kogyuki e bisneto do Imperador Bidatsu. Em seu reinado ocorreu a Reforma Taika. A reforma começou com uma reforma agrária, mas o verdadeiro objetivo das reformas era trazer uma maior centralização e de reforçar o poder do Imperador, que se inspirou na estrutura de governo da vizinha China na época sob a Dinastia Tang. Enviou embaixadores e estudantes para a China para aprenderem praticamente tudo do sistema de escrita chinesa, literatura, religião, arquitetura e até mesmo os hábitos alimentares do país vizinho. |
| 37                                             |               | Takara                      | Saimei             | 斉明天皇      | 655                    | 661                    | Segundo reinado. |
| 38                                             |               | Katsuragi                   | Tenji              | 天智天皇      | 661                    | 672                    | Filho do Imperador Jomei e da Imperatriz Kogiuki/Saimei |
| 39                                             |               | Ōtomo                       | Kobun              | 弘文天皇      | 672                    | 672                    | Filho do Imperador Tenji. Foi deposto, cometendo suicídio durante a Guerra Jinshin. |
| 40                                             |               | Ōama                        | Tenmu              | 天武天皇      | 672                    | 686                    | Filho do Imperador Jomei e da Imperatriz Kogiuki/Samei. Irmão do Imperador Tenji. Depôs seu sobrinho, o imperador Kōbun, durante a Guerra Jinshin. |
| 41                                             |               | Unonosarara                 | Jito               | 持統天皇      | 686                    | 697                    | Imperatriz. Filha do Imperador Tenji. Abdicou. |
| 42                                             |               | Karu                        | Mommu              | 文武天皇      | 697                    | 707                    | Filho do príncipe Kusakabe, neto da Imperatriz Jito. Foi o primeiro Imperador a se casar com uma mulher que não pertencia ao seu próprio clã (Casa de Yamato). Casou se com Fujiwara no Miyako, do clã Fujiwara |
| Período Nara                                   |               |                             |                    |               |                        |                        | |
| 43                                             |               | Ahe                         | Genmei             | 元明天皇      | 707                    | 715                    | Esposa do príncipe Kusakabe, mãe do Imperador Mommu |
| 44                                             |               | Hidaka                      | Gensho             | 元正天皇      | 715                    | 724                    | Irmã do Imperador Mommu, filha do príncipe Kusakabe e da Imperatriz Genmei, neta da Imperatriz Jito. Única momento de uma imperatriz reinante herdando o trono de outra imperatriz reinante. Abdicou. |
| 45                                             |               | Obito                       | Shomu              | 聖武天皇      | 724                    | 749                    | Filho do Imperador Mommu e da Imperatriz Fujiwara no Miyako, do clã Fujiwara. Sobrinho da Imperatriz Gensho. Abdicou. |
| 46                                             |               | Abe                         | Koken              | 孝謙天皇      | 749                    | 758                    | Primeiro reinado, sob nome de Koken. Filha do Imperador Shomu e da concubina Fujiwara Asukabehime, do clã Fujiwara. |
| 47                                             |               | Ōi                          | Junnin             | 淳仁天皇      | 758                    | 764                    | Filho do príncipe Toneri, neto do Imperador Tenmu. Primo da Imperatriz Koken. Foi deposto. |
| 48                                             |               | Abe                         | Shotoku            | 称徳天皇      | 764                    | 770                    | Segundo reinado, sob nome de Shotoku. Depôs seu primo, o Imperador Junnin. |
| 49                                             |               | Shirakabe                   | Konin              | 光仁天皇      | 770                    | 781                    | Filho do príncipe Shiki, neto do Imperador Tenji |
| Período Heian                                  |               |                             |                    |               |                        |                        | |
| 50                                             |               | Yamabe                      | Kammu              | 桓武天皇      | 781                    | 806                    | Filho do Imperador Konin |
| 51                                             |               | Ate                         | Heizei             | 平城天皇      | 806                    | 809                    | Filho do Imperador Kanmu e da Imperatriz Fujiwara no Otomuro, do clã Fujiwara |
| 52                                             |               | Kamino                      | Saga               | 嵯峨天皇      | 809                    | 823                    | Filho do Imperador Kanmu e da Imperatriz Fujiwara no Otomuro, do clã Fujiwara. Irmão do Imperador Heizei |
| 53                                             |               | Otomo                       | Junna              | 淳和天皇      | 823                    | 833                    | Filho do Imperador Kanmu e de Fujiwara no Tabiko, do clã Fujiwara. Meio irmão de Heizei e Saga |
| 54                                             |               | Masara                      | Ninmyo             | 仁明天皇      | 833                    | 850                    | Filho do Imperador Saga |
| 55                                             |               | Michiyasu                   | Montoku            | 文徳天皇      | 850                    | 858                    | Filho do Imperador Nimmyo e da Imperatriz Fujiwara no Junshi, do clã Fujiwara |
| 56                                             |               | Korehito                    | Seiwa              | 清和天皇      | 858                    | 876                    | Filho do Imperador Montoku e de Fujiwara no Akirakeiko, do clã Fujiwara. Abdicou. |
| 57                                             |               | Sadaakira                   | Yozei              | 陽成天皇      | 876                    | 884                    | Filho do Imperador Seiwa e de Fujiwara no Takaiko, do clã Fujiwara. Deposto por Fujiwara no Mototsune. |
| 58                                             |               | Tokiyasu                    | Koko               | 光孝天皇      | 884                    | 887                    | Filho do Imperador Nimmyo e de Fujiwara no Takushi, do clã Fujiwara. Tio-avô do Imperador Yozei. Se tornou imperador com a ajuda de Fujiwara no Mototsune. |
| 59                                             |               | Sadami                      | Uda                | 宇多天皇      | 887                    | 897                    | Filho do Imperador Koko. Abdicou. |
| 60                                             |               | Atsuhito                    | Daigo              | 醍醐天皇      | 897                    | 930                    | Filho do Imperador Uda e de Fujiwara no Inshi, do clã Fujiwara. Abdicou. |
| 61                                             |               | Yutaakira                   | Suzaku             | 朱雀天皇      | 930                    | 946                    | Filho do Imperador Daigo e da Imperatriz Fujiwara no Onshi, do clã Fujiwara. Abdicou |
| 62                                             |               | Nariakira                   | Murakami           | 村上天皇      | 946                    | 967                    | Filho do Imperador Daigo e da Imperatriz Fujiwara no Onshi, do clã Fujiwara. Irmão do Imperador Suzaku |
| 63                                             |               | Nohorira                    | Reizei             | 冷泉天皇      | 967                    | 969                    | Filho do Imperador Murakami e da Imperatriz Fujiwara no Anshi, do clã Fujiwara. |
| 64                                             |               | Morihira                    | En'yu              | 円融天皇      | 969                    | 984                    | Filho do Imperador Murakami e da Imperatriz Fujiwara no Anshi, do clã Fujiwara. Irmão do Imperador Reizei. Abdicou |
| 65                                             |               | Morosada                    | Kazan              | 花山天皇      | 984                    | 986                    | Filho do Imperador Reizei e de Fujiwara no Kaishi, do clã Fujiwara. Abdicou. |
| 66                                             |               | Kanehito                    | Ichijo             | 一条天皇      | 986                    | 1011                   | Filho do Imperador En'yu e de Fujiwara no Senshi, do clã Fujiwara. Abdicou. |
| 67                                             |               | Okisada/Iyasada             | Sanjo              | 三条天皇      | 1011                   | 1016                   | Filho do Imperador Reizei e de Fujiwara no Chōshi, do clã Fujiwara. Meio-irmão do Imperador Kazan. Abdicou. |
| 68                                             |               | Atsuhira                    | Go-Ichijo          | 後一条天皇    | 1016                   | 1036                   | Filho do Imperador Ichijo e da Imperatriz Fujiwara no Shōshi. Recebeu o nome do Imperador Ichijō e go- (後), traduzido literalmente como "mais tarde"; e assim, ele às vezes é chamado de "Imperador Ichijō posterior" ou, em algumas fontes mais antigas, pode ser identificado como "Imperador Ichijō Segundo". |
| 69                                             |               | Atsunaga                    | Go-Suzaku          | 後朱雀天皇    | 1036                   | 1045                   | Filho do Imperador Ichijo e da Imperatriz Fujiwara no Shōshi. Recebeu o nome do Imperador Suzaku do século X e go- (後). A palavra japonesa "go" pode ser traduzida como "o segundo"; e em algumas fontes mais antigas, este imperador pode ser identificado como "Suzaku Segundo" ou como "Suzaku II". Abdicou. |
| 70                                             |               | Chikahito                   | Go-Reizei          | 後冷泉天皇    | 1045                   | 1068                   | Filho do Imperador Go-Suzaku e de Fujiwara no Kishi, do clã Fujiwara. A palavra japonesa "go" também foi traduzida como "o segundo"; e em algumas fontes mais antigas, este imperador pode ser identificado como "Reizei Segundo" ou como "Reizei II". |
| 71                                             |               | Takahito                    | Go-Sanjo           | 後三条天皇    | 1068                   | 1073                   | Filho do Imperador Go-Reizei. Recebeu o nome do Imperador Sanjō e go- (後), traduzido literalmente como "mais tarde"; e assim, ele às vezes é chamado de "Imperador Sanjō Posterior" ou, em algumas fontes mais antigas, pode ser identificado como "Sanjō Segundo" ou como "Sanjō II". Foi durante e devido ao seu reinado que o poder do clã Fujiwara foi quebrado. Abdicou. |
| 72                                             |               | Sadahito                    | Shirakawa          | 白河天皇      | 1073                   | 1087                   | Abdicou. Era filho do Imperador Go-Sanjo e de Fujiwara Shigeko do clã Fujiwara. Abdicou |
| 73                                             |               | Turuhito                    | Horikawa           | 堀河天皇      | 1087                   | 1107                   | Filho do Imperador Shirakawa e de Fujiwara no Kenshi, do clã Fujiwara. |
| 74                                             |               | Munehito                    | Toba               | 鳥羽天皇      | 1107                   | 1123                   | Abdicou. Filho do Imperador Horikawa e da Imperatriz Fujiwara no Ishi, do clã Fujiwara. Forçado a abdicar pelo Imperador Emérito Shirakawa. |
| 75                                             |               | Akihito                     | Sutoku             | 崇徳天皇      | 1123                   | 1142                   | Filho do Imperador Toba e da Imperatriz Fujiwara no Tabako, do clã Fujiwara. Abdicou. Exilado por tentar depor o Imperador Go-Shirakawa durante a rebelião Hōgen. |
| 76                                             |               | Narihito                    | Konoe              | 近衛天皇      | 1142                   | 1155                   | Filho do Imperador Toba e da Imperatriz Fujiwara no Nariko, do clã Fujiwara. Meio-irmão do Imperador Sutoku |
| 77                                             |               | Masahito                    | Go-Shirakawa       | 後白河天皇    | 1155                   | 1158                   | Abdicou. Filho do Imperador Toba e da Imperatriz Fujiwara no Tabako, do clã Fujiwara. Irmão do Imperador Sutoku. Meio-irmão do Imperador Konoe. Às vezes é chamado de "Imperador Shirakawa Posterior", ou em algumas fontes mais antigas, pode ser identificado como "Shirakawa Segundo" ou como "Shirakawa II". Ele foi de fato o último imperador verdadeiro, antes do xogum se tornar o verdadeiro chefe do país de 1192, após sua morte, até 1868. Abdicou. |
| 78                                             |               | Morihito                    | Nijo               | 二条天皇      | 1158                   | 1165                   | Filho do Imperador Go-Shirakawa e de Minamoto Atsushiko, do clã Minamoto. Abdicou. |
| 79                                             |               | Yorihito                    | Rokujo             | 六条天皇      | 1165                   | 1168                   | Filho do Imperador Nijo. Deposto pelo Imperador Emérito Go-Shirakawa. |
| 80                                             |               | Norihito                    | Takakura           | 高倉天皇      | 1168                   | 1180                   | Filho do Imperador Go-Shirakawa e de Taira no Shigeko, do clã Taira. Meio-irmão do Imperador Nijo; tio do Imperador Rokujo. Forçado a abdicar por Taira no Kiyomori. Tradicional |
| 81                                             |               | Tokihito                    | Antoku             | 安徳天皇      | 1180                   | 1185                   | Filho do Imperador Takakura e da Imperatriz Taira no Tokuko, do clã Taira. Morreu na Batalha de Dan-no-ura durante a Guerra Genpei. |
| Período Kamakura                               |               |                             |                    |               |                        |                        | |
| 82                                             |               | Takahira                    | Go-Toba            | 後鳥羽天皇    | 1183                   | 1198                   | Filho do Imperador Takakura e de Fujiwara no Shokushi, do clã Fujiwara. Lutou contra o meio-irmão, o Imperador Antoku, numa guerra civil. Às vezes é chamado de "Imperador Toba Posterior", ou em algumas fontes mais antigas, pode ser identificado como "Toba Segundo" ou como "Toba II". A criação do Xogunato Kamakura transformou o imperador em uma figura cerimonial. Os governantes de facto do Japão se tornaram os xoguns. Foi exilado por tentar derrubar o xogunato durante a Guerra Jōkyū. Xogum: Minamoto no Yoritomo, do clã Minamoto |
| 83                                             |               | Tamehito                    | Tsuchimikado       | 土御門天皇    | 1198                   | 1210                   | Filho do Imperador Go-Toba e de Minamoto no Ariko, do clã Minamoto. Persuadido pelo Imperador Emérito Go-Toba a abdicar. Exilado após a Guerra Jōkyū. Xoguns: Minamoto no Yoriie e depois Minamoto no Sanetomo, do clã Minamoto. |
| 84                                             |               | Morihira/Morinari           | Juntoku            | 順徳天皇      | 1210                   | 1221                   | Filho do Imperador Go-Toba e de Fujiwara no Shigeko, do clã Fujiwara. Meio-irmão do Imperador Tsuchimikado. Forçado a abdicar após a Guerra Jōkyū Xogum: Minamoto no Sanetomo, do clã Minamoto. |
| 85                                             |               | Kanehira/Kanenari           | Chukyo             | 仲恭天皇      | 1221                   | 1221                   | Destronado e exilado. Filho do Imperador Juntoku e da Imperatriz Fujiwara no Ritsushi, do clã Fujiwara. |
| 86                                             |               | Yutahito                    | Go-Horikawa        | 後堀河天皇    | 1221                   | 1232                   | Filho do Príncipe Morisada, neto do Imperador Takakura, sobrinho do exilado Imperador Go-Toba, foi entronizado como Go-Horikawa A palavra japonesa "go" pode ser traduzida como "o segundo"; e em algumas fontes mais antigas, esse imperador pode ser identificado como "Horikawa Segundo" ou como "Horikawa II". Xogum: Kujō Yoritsune, do Ramo Kujo do clã Fujiwara. |
| 87                                             |               | Mitsuhito/Toshihito         | Shijo              | 四条天皇      | 1232                   | 1242                   | Filho do Imperador Go-Horikawa Xogum: Kujō Yoritsune, do Ramo Kujo do clã Fujiwara. |
| 88                                             |               | Kunihito                    | Go-Saga            | 後嵯峨天皇    | 1242                   | 1246                   | Filho do Imperador Tsuchimikado e de Minamoto no Michiko, do clã Minamoto. Era primo segundo do Imperador Go-Horikawa, assumiu o trono depois de uma rápida crise de sucessão. A palavra japonesa "go" pode ser traduzida como "o segundo"; e em algumas fontes mais antigas, esse imperador pode ser identificado como "Saga Segundo" ou como "Saga II". Xoguns: Kujō Yoritsune e depois Kujō Yoritsugu, do Ramo Kujo do clã Fujiwara. |
| 89                                             |               | Hisahito                    | Go-Fukakusa        | 後深草天皇    | 1246                   | 1260                   | Filho do Imperador Go-Saga e de Fujiwara no Kisshi, do clã Fujiwara. Recebeu o nome do imperador do século IX Ninmyō (Fukakusa era um nome alternativo de Ninmyo) e go- (後), que pode ser traduzida para significar o "segundo"; e em algumas fontes mais antigas, este imperador pode ser identificado como "Fukakusa Segundo", ou como "Fukakusa II". Xoguns: Kujō Yoritsugu (do clã Fujiwara) depois Príncipe Munetaka (da Casa de Yamato) |
| 90                                             |               | Tsunehito                   | Kameyama           | 亀山天皇      | 1260                   | 1274                   | Filho do Imperador Go-Saga e de Fujiwara no Kisshi, do clã Fujiwara. Irmão de Go-Fukakusa Xoguns: Príncipe Munetaka e depois Príncipe Koreyasu |
| 91                                             |               | Yohito                      | Go-Uda             | 後宇多天皇    | 1274                   | 1287                   | Filho do Imperador Kameyama e de Fujiwara no Saneko, do clã Fujiwara. Recebeu o nome do imperador do século IX Uda e go- (後), traduzido literalmente como "mais tarde"; e assim, às vezes ele é chamado de "Imperador Uda posterior" ou, em algumas fontes mais antigas, pode ser identificado como "Imperador Uda Segundo" ou como "Imperador Uda II". Xogum: Príncipe Koreyasu |
| 92                                             |               | Hirohito                    | Fushimi            | 伏見天皇      | 1287                   | 1298                   | Filho do Imperador Go-Fukakusa. Primo do Imperador Go-Uda Xogum: Príncipe Koreyasu é depois Príncipe Hisaaki |
| 93                                             |               | Tanehito                    | Go-Fushimi         | 後伏見天皇    | 1298                   | 1301                   | Filho do Imperador Fushimi e de Fujiwara Toin, do clã Fujiwara. Recebeu o nome de seu pai, o Imperador Fushimi e go- (後). A palavra japonesa "go" pode ser traduzida como "o segundo"; e em algumas fontes mais antigas, este imperador pode ser identificado como "Fushimi Segundo", ou como "Fushimi II" Xogum: Príncipe Hisaaki |
| 94                                             |               | Kuniharu                    | Go-Nijo            | 後二条天皇    | 1301                   | 1308                   | Filho do Imperador Go-Uda, primo segundo do Imperador Go-Fushimi Recebeu o nome do imperador Nijō do século XII e go- (後), traduzido literalmente como "mais tarde"; e assim, ele às vezes é chamado de "Imperador Nijō Posterior", ou, em algumas fontes mais antigas, pode ser identificado como "Nijō Segundo" ou como "Nijo II" Xogum: Príncipe Hisaaki |
| 95                                             |               | Tomihito                    | Hanazono           | 花園天皇      | 1308                   | 1318                   | Filho do Imperador Fushimi e de Fujiwara Toin, do clã Fujiwara. Irmão do Imperador Go-Fushimi e primo segundo do Imperador Go-Uda Xogum: Príncipe Morikuni |
| 96                                             |               | Takaharu                    | Go-Daigo           | 後醍醐天皇    | 1318                   | 1339                   | Deposto em 1332. Imperador da Corte do Sul até 1339. Filho do Imperador Go-Uda e de Fujiwara no Chūshi, do clã Fujiwara. Escolheu pessoalmente seu nome póstumo em homenagem ao imperador Daigo do século IX e go- (後), traduzido como "mais tarde", e, portanto, às vezes é chamado de "Imperador Daigo Posterior" ou, em algumas fontes mais antigas, "Daigo Segundo" ou "Daigo II". Xogunato Kamakura terminou na Guerra Genkō. O governo imperial foi brevemente restaurado na Restauração Kemmu. A criação do Xogunato Ashikaga o forçou a estabelecer a Corte do Sul. Primeiro Imperador da Corte Sul. Xoguns: Príncipe Morikuni, Príncipe Morinaga, Príncipe Narinaga (os três da Casa de Yamato) e o último foi Ashikaga Takauji, do clã Ashikaga |
| Período Muromachi (Nanboku-chō-Corte do Norte) |               |                             |                    |               |                        |                        | |
| (1)                                            |               | Kazuhito                    | Kogon              | 光厳天皇      | 1331                   | 1333                   | Filho do Imperador Go-Fushimi e de Fujiwara Neishi, do clã Fujiwara. Sobrinho do Imperador Hanazono. Primeiro Imperador da Corte do Norte. Feito imperador pelo Xogunato Kamakura durante a Guerra Genkō. Deposto pelo Imperador Go-Daigo. Capturado pela Corte do Sul durante o distúrbio de Kannō |
| (2)                                            |               | Yutahito                    | Komyo              | 光明天皇      | 1336                   | 1348                   | Filho do Imperador Go-Fushimi; irmão mais novo do Imperador Kogon. Segundo Imperador da Corte do Norte. Feito imperador pelo Xogunato Ashikaga. Abdicou. Capturado pela Corte do Sul durante o distúrbio de Kannō. |
| (3)                                            |               | Okihito                     | Suko               | 崇光天皇      | 1348                   | 1351                   | Filho do Imperador Kogon; sobrinho do Imperador Komyo. Terceiro Imperador da Corte do Norte. Abdicou. Capturado pela Corte do Sul durante o distúrbio de Kannō. |
| (4)                                            |               | Iyahito                     | Go-Kogon           | 後光厳天皇    | 1352                   | 1371                   | Filho do Imperador Kogon; irmão mais novo do Imperador Sukō. Tornou-se o quarto imperador da Corte do Norte após o distúrbio de Kannō. Este "soberano" recebeu o nome de seu pai, o Imperador Kogon e go- (後), traduzido literalmente como "mais tarde"; e assim, ele pode ser chamado de "Imperador Kōgon Posterior" ou, em algumas fontes mais antigas, pode ser identificado como "Imperador Kogon Segundo" ou como "Imperador Kogon II". |
| (5)                                            |               | Ohito                       | Go-En'yu           | 後円融天皇    | 1371                   | 1382                   | Filho do Imperador Go-Kogon e de Fujiwara no Nakako, do clã Fujiwara. Quinto Imperador da Corte do Norte. Abdicou em favor do Imperador Go-Komatsu da Corte do Norte. Este "soberano" recebeu o nome do Imperador En'yū do século X e go- (後), traduzido literalmente como "mais tarde"; e assim, ele pode ser chamado de "Imperador En'yū Posterior" ou, em algumas fontes mais antigas, pode ser identificado como "Imperador En'yū Segundo", ou como "Imperador En'yū II". |
| (6)                                            |               | Motohito                    | Go-Komatsu         | 後小松天皇    | 1382                   | 1392                   | Governou sob cortes unificadas a partir de 1392. Filho do Imperador Go-En'yū. Sexto e último Imperador da Corte do Norte. Recebeu o nome do Imperador Kōkō do século IX, e go- (後), traduzido literalmente como "mais tarde". O Gukanshō de Jien explica que Kōkō foi chamado de "o imperador de Komatsu". O pretendente e imperador do século XIV pode ser chamado de "Imperador Kōkō Posterior" ou o "Imperador Komatsu Posterior". E em algumas fontes mais antigas, esse pretenso imperador pode ser identificado como "Komatso Segundo" ou como "Komatsu II". |
| Período Muromachi (Nanboku-chō-Corte do Sul)   |               |                             |                    |               |                        |                        | |
| 97                                             |               | Norinaga/Noriyoshi          | Go-Murakami        | 後村上天皇    | 1339                   | 1368                   | Reinou no sul. Filho do Imperador Go-Daigo e de Fujiwara no Renshi, do clã Fujiwara. Segundo Imperador da Corte do Sul. A Corte do Sul tomou brevemente a capital da Corte do Norte, Quioto, durante a perturbação de Kannō em seu reinado. Este soberano do século XIV recebeu o nome do Imperador Murakami do século X e go- (後), traduzido como "mais tarde"; e assim, ele às vezes é chamado de "Imperador Murakami Posterior". A palavra japonesa "go" também foi traduzida para significar o "segundo"; e em algumas fontes mais antigas, este imperador pode ser identificado como "Murakami Segundo", ou como "Murakami II". Xoguns: Ashikaga Takauji e depois Ashikaga Yoshiakira, do clã Ashikaga |
| 98                                             |               | Yutanari                    | Chokei             | 長慶天皇      | 1368                   | 1383                   | Reinou no sul. Filho do Imperador Go-Murakami. Terceiro Imperador da Corte Sul. Abdicou. Xogum: Ashikaga Yoshimitsu |
| 99                                             |               | Hironari                    | Go-Kameyama        | 後亀山天皇    | 1383                   | 1392                   | Reinou no sul. Filho do Imperador Go-Murakami; irmão mais novo do Imperador Chokei. Quarto e último Imperador da Corte do Sul. Aceitou a paz com a Corte do Norte. Abdicou em favor da linha da Corte do Norte |
| Período Muromachi (Cortes Unificadas)          |               |                             |                    |               |                        |                        | |
| 100                                            |               | Motohito                    | Go-Komatsu         | 後小松天皇    | 1392                   | 1412                   | Pretendente da Corte do Norte que governou sob cortes unificadas. Xoguns: Ashikaga Yoshimitsu e depois Ashikaga Yoshimochi, do clã Ashikaga |
| 101                                            |               | Mihito                      | Shoko              | 称光天皇      | 1412                   | 1428                   | Filho do Imperador Go-Komatsu Xoguns: Ashikaga Yoshimochi e depois Ashikaga Yoshikazu, do clã Ashikaga |
| 102                                            |               | Hikohito                    | Go-Hanazono        | 後花園天皇    | 1428                   | 1464                   | Filho do Príncipe Fushimi-no-miya Sadafusa; bisneto do Imperador Suko da Corte do Norte; primo terceiro do Imperador Shoko. Abdicou. Este soberano do século XV recebeu o nome do Imperador Hanazono do século XIV e go- (後)que pode ser traduzido como "segundo", e em algumas fontes mais antigas, pode ser identificado como "Hanazono Segundo" ou como "Hanazono II". Xoguns: Ashikaga Yoshinori, Ashikaga Yoshikatsu e Ashikaga Yoshimasa, do clã Ashikaga |
| 103                                            |               | Fusahito                    | Go-Tsuchimikado    | 後土御門天皇  | 1464                   | 1500                   | Filho do Imperador Hanazono e de Ōinomikado Nobuko, de um ramo do clã Fujiwara. Durante o seu reinado ocorreu a Guerra de Ōnin. Este soberano do século XV recebeu o nome do imperador Tsuchimikado do século XII e go- (後), traduzido literalmente como "mais tarde"; e assim, ele poderia ser chamado de "Imperador Tsuchimikado Posterior" ou, em algumas fontes mais antigas, pode ser identificado como "Imperador Tsuchimikado Segundo" ou como "Imperador Tsuchimikado II". Xoguns: Ashikaga Yoshimasa, Ashikaga Yoshihisa e Ashikaga Yoshitane, do clã Ashikaga |
| 104                                            |               | Katsuhito                   | Go-Kashiwabara     | 後柏原天皇    | 1500                   | 1526                   | Filho do Imperador Go-Tsuchimikado e de Niwata Asako, de um ramo do clã Minamoto. A autoridade do imperador no xogunato Ashikaga atingiu seu ponto mais baixo em seu reinado. Go-Kashiwabara foi nomeado a partir de um nome alternativo dado ao Imperador Kammu, Imperador Kashiwabara. Xoguns: Ashikaga Yoshizumi, Ashikaga Yoshitane e Ashikaga Yoshiharu, do clã Ashikaga |
| 105                                            |               | Tomohito                    | Go-Nara            | 後奈良天皇    | 1526                   | 1557                   | Filho do Imperador Go-Kashiwabara e de Fujiwara Fujiko, do clã Fujiwara. Também era chamado de Imperador Go-Hozei. Em seu reinado o Japão tem o primeiro contato com navegadores portugueses. O xogunato tolerou os missionários cristãos, pensando aproveitar o fato da presença destes vir a enfraquecer o poder dos monges budistas, e ajudar no comércio com os europeus. Quando os exploradores portugueses tiveram o primeiro contato com os japoneses, eles erroneamente acreditaram que o xogum era o imperador do país e que o imperador propriamente dito era uma espécie de "alto sacerdote" similar ao papa. Xoguns: Ashikaga Yoshiharu e Ashikaga Yoshiteru, do clã Ashikaga |
| Período Azuchi-Momoyama                        |               |                             |                    |               |                        |                        | |
| 106                                            |               | Michihito                   | Ogimachi           | 正親町天皇    | 1557                   | 1586                   | Filho do Imperador Go-Nara e de Madenokōji Eiko, pertencente a um ramo do clã Fujiwara. Abdicou. No seu reinado ocorre uma guerra civil entre vários clãs japoneses. A introdução das armas de fogo (arcabuz) pelos exploradores portugueses levou aos beligerantes a usarem-nas num novo estilo militar que levou a uma violência sangrenta. O Xogunato Ashikaga é derrubado por Oda Nobunaga durante o seu reinado. Apesar de não ter convertido ao cristianismo, Nobunaga apoiou a difusão desta religião e de outros fatores da cultura europeia, o cristianismo era na altura uma novidade para o Japão. Xoguns: Ashikaga Yoshiteru, Ashikaga Yoshihide e Ashikaga Yoshiaki, do clã Ashikaga |
| 107                                            |               | Kazuhito/Katahito           | Go-Yozei           | 後陽成天皇    | 1586                   | 1611                   | Filho do Príncipe Masahito e de Fujiwara no Haruko (do clã Fujiwara); neto do Imperador Ogimachi. Seu Chanceler do Reino (equivalente a primeiro-ministro) foi Toyotomi Hideyoshi. Em algumas fontes mais antigas, esse imperador pode ser identificado como "Yōzei Segundo" ou como "Yōzei II". Em seu reinado tem se a Guerra Imjin, travada entre o Japão de um lado e a Coreia e a China do outro. A guerra terminou com a derrota dos samurais japoneses. Também ocorreu o Martírio de 26 Cristãos no Japão. Hideyoshi acreditava que os missionários cristãos estavam no país para o transformar numa colônia europeia (como ocorreu nas Filipinas). Vendo o cristianismo como uma ameaça para a soberania nacional, o governo começou a perseguir os cristãos. Após a morte de Hideyoshi, o poder voltou a ser concorrido pelos clãs japoneses. Destruindo as forças que apoiavam o clã Toyotomi na Batalha de Sekigahara, Tokugawa Ieyasu estabelece o Xogunato Tokugawa. Xoguns: Tokugawa Ieyasu e Tokugawa Hidetada |
| Período Edo                                    |               |                             |                    |               |                        |                        | |
| 108                                            |               | Kotohito                    | Go-Mizunoo         | 後水尾天皇    | 1611                   | 1629                   | Filho do Imperador Go-Yōzei. O Japão implementa uma política isolacionista, se fechando ao resto do mundo. Abdicou depois de ser acusado pelo Xogunato Tokugawa de conceder ilegalmente vestes roxas honoríficas a mais de dez sacerdotes. Este soberano do século XVII recebeu o nome do Imperador Seiwa do século IX, às vezes referido postumamente como Mizunoo (水尾) porque este é o local de sua tumba. A palavra japonesa "go" também foi traduzida como "o segundo" e, em algumas fontes mais antigas, esse imperador pode ser identificado como "Mizunoo II". Xoguns: Tokugawa Hidetada e Tokugawa Iemitsu |
| 109                                            |               | Okiko                       | Meisho             | 明正天皇      | 1629                   | 1643                   | Filha do Imperador Go-Mizunoo e da Imperatriz Tokugawa Masako, do clã Tokugawa. A Rebelião de Shimabara (1637 a 1638) é esmagada; e 37.000 dos rebeldes são mortos. A religião cristã é proibida pelo Xogunato sob pena de morte. Durante seu reinado um navio espanhol de Macau trouxe uma delegação de 61 pessoas a Nagasaki. Eles chegaram em 6 de julho de 1640; e em 9 de agosto, todos eles foram decapitados pelo Xogunato e suas cabeças foram presas em postes. Viagens ao exterior e a leitura de livros estrangeiros são proibidos. Todos os estrangeiros, com exceção dos chineses e holandeses, são banidos do Japão. Xogum: Tokugawa Iemitsu |
| 110                                            |               | Tsuguhito                   | Go-Komyo           | 後光明天皇    | 1643                   | 1654                   | Filho do Imperador Go-Mizunoo e meio-irmão da Imperatriz Meisho. A palavra japonesa "go" pode ser traduzida para significar "o segundo", e em algumas fontes mais antigas, este imperador pode ser identificado como "Kōmyō II" Xoguns: Tokugawa Iemitsu e Tokugawa Ietsuna |
| 111                                            |               | Nagahito                    | Go-Sai             | 後西天皇      | 1655                   | 1663                   | Filho do Imperador Go-Mizunoo e de Kushige Takako, de um ramo do clã Fujiwara; meio-irmão mais novo da Imperatriz Meisho e do Imperador Go-Kōmyō Este soberano do século XVII recebeu o nome do Imperador Junna do século IX e go- (後). Ele era conhecido como o Imperador Go-Sai, em homenagem a um nome alternativo do imperador Junna. Esse imperador pode ser identificado como "Junna II". Xogum: Tokugawa Ietsuna |
| 112                                            |               | Satohito                    | Reigen             | 霊元天皇      | 1663                   | 1687                   | Filho do Imperador Go-Sai. Abdicou. Durante seu reinado os xoguns estabeleceram tribunais de inquisição em todas as aldeias do Japão. Esses tribunais foram encarregados de descobrir e eliminar quaisquer vestígios de cristianismo em cada comunidade Xoguns: Tokugawa Ietsuna e Tokugawa Tsunayoshi |
| 113                                            |               | Asahito/Tomohito            | Higashiyama        | 東山天皇      | 1687                   | 1709                   | Filho do Imperador Reigen. Os cem anos anteriores de paz e reclusão no Japão criaram relativa estabilidade econômica. As artes floresceram, incluindo teatro e arquitetura. Era Imperador apenas de forma cerimonial, quem de fato governava o país eram os xoguns. Xoguns: Tokugawa Tsunayoshi e Tokugawa Ienobu |
| 114                                            |               | Yasuhito/Yoshihito          | Nakamikado         | 中御門天皇    | 1709                   | 1735                   | Filho do Imperador Higashiyama. Enquanto ele detinha o título de imperador, era apenas nominal, já que os xoguns da família Tokugawa controlavam o Japão. Xoguns: Tokugawa Ienobu, Tokugawa Ietsugu e Tokugawa Yoshimune |
| 115                                            |               | Teruhito                    | Sakuramachi        | 桜町天皇      | 1735                   | 1747                   | Filho do Imperador Nakamikado. Durante seu reinado o papel do imperador era de uma figura religiosa que desempenhava funções limitadas. Isso mudou quando Sakuramachi recebeu permissão do xogum para restaurar alguns ritos imperiais. Cerimônias como o Festival da Colheita, que antes estavam ausentes por mais de 250 anos, agora eram permitidas. Xoguns: Tokugawa Yoshimune e Tokugawa Ieshige |
| 116                                            |               | Toohito                     | Momozono           | 桃園天皇      | 1747                   | 1762                   | Filho do Imperador Sakuramachi. O reinado de Momozono foi quase tranquilo, com apenas um incidente envolvendo um pequeno número de cortesões que defendiam a restauração do domínio imperial direto. Esses cortesões foram punidos pelo xogum, que detinha o poder de fato no país. Xoguns: Tokugawa Ieshige e Tokugawa Ieharu |
| 117                                            |               | Toshiko                     | Go-Sakuramachi     | 後桜町天皇    | 1762                   | 1771                   | Filha do Imperador Sakuramachi e meia-irmã do Imperador Momozono. Última Imperatriz reinante. Ela recebeu o nome de seu pai, o Imperador Sakuramachi, a palavra go- (後) antes de seu nome pode ser traduzido neste contexto como "segundo" (assim ela é a Imperatriz Sakuramachi II). O único evento significativo durante seu reinado foi uma conspiração malsucedida, que pretendia depor o xogunato e restaurar os poderes da Imperatriz. Xoguns: Tokugawa Ieshige e Tokugawa Ieharu |
| 118                                            |               | Hidehito                    | Go-Momozono        | 後桃園天皇    | 1771                   | 1779                   | Filho do Imperador Momozono e sobrinho da Imperatriz Go-Sakuramachi. Recebeu o nome de seu pai, o Imperador Momozono. Go- (後) pode ser traduzido como "segundo", fazendo deste imperador "Momozono II". No final da vida de Go-Momozono ocorre uma crise de sucessão, já que o imperador não tinha sucessor elegível. Xogum: Tokugawa Ieharu |
| 119                                            |               | Kan'in Morohito             | Kokaku             | 光格天皇      | 1780                   | 1817                   | Filho do Príncipe Kan'in Sukehito; era bisneto do Imperador Higashiyama e pertencia a um ramo cadete da Casa de Yamato. Hexavô do atual Imperador. Morohito se preparava para o sacerdócio no Templo Shugoin quando foi escolhido para ser o novo Imperador. Durante seu reinado, Kōkaku tentou reafirmar parte da autoridade imperial sobre os xoguns. Ele empreendeu isso implementando primeiro um programa de socorro durante a grande fome de Tenmei, que não apenas destacou a ineficácia do Xogunato em cuidar de seus súditos, mas também voltou a atenção dos súditos para a casa imperial. Também teve um interesse ativo em assuntos externos; manteve-se informado sobre a disputa fronteiriça com o Império Russo ao norte, bem como manteve-se a par dos conhecimentos sobre divisas, tanto chinesas como europeias. Genealogicamente, Kōkaku é o ancestral direto de todos os imperadores que se sucederam até o atual imperador, Naruhito. Xoguns: Tokugawa Ieharu e Tokugawa Ienari                          |
| 120                                            |               | Ayahito                     | Ninko              | 仁孝天皇      | 1817                   | 1846                   | Filho do Imperador Kōkaku. Pentavô do atual Imperador. Desastres, que incluíam fome, combinados com corrupção e crescente interferência ocidental, ajudaram a minar a confiança pública no Xogunato. Em 1837 ocorre uma revolta em Osaka contra funcionários corruptos que se recusaram a ajudar a alimentar os moradores empobrecidos da cidade. Nesse mesmo ano também ocorreu um incidente em que um navio mercante americano foi expulso pela artilharia costeira. Embora a ordem tenha sido finalmente restaurada, ressentimentos de longo prazo ressoaram entre os plebeus contra o governo governante. Xoguns: Tokugawa Ienari e Tokugawa Ieyoshi |
| 121                                            |               | Osahito                     | Komei              | 孝明天皇      | 1846                   | 1867                   | Filho do Imperador Ninko. Tetravô do atual Imperador. Período Bakumatsu. Durante seu reinado, houve muita turbulência interna como resultado do primeiro grande contato do Japão com os Estados Unidos, que ocorreu sob o comando do Comodoro Perry em 1853 e 1854, e a subsequente reabertura forçada do Japão para as nações ocidentais, encerrando um período de 220 anos. de reclusão nacional. O imperador Kōmei não se importava muito com nada estrangeiro e se opôs à abertura do Japão às potências ocidentais. Seu reinado continuaria sendo dominado por insurreições e conflitos partidários. Xoguns: Tokugawa Ieyoshi, Tokugawa Iesada, Tokugawa Iemochi e Tokugawa Yoshinobu |
| Período Moderno                                |               |                             |                    |               |                        |                        | |
| 122                                            |               | Mutsuhito                   | Meiji              | 明治天皇      | 3 de fevereiro de 1867 | 30 de julho de 1912    | Filho do Imperador Komei. Trisavô do atual Imperador. Derrubou o Xogunato Tokugawa na Guerra Boshin. Seu reinado teve 8 Primeiro-ministros. Em seu reinado o Xogunato Tokugawa chega ao fim e tem se a Restauração Meiji; recuperação dos poderes imperiais e início do processo de modernização social e política do Japão. Considerado o primeiro imperador do período imperial do Japão, a Era Meiji foi marcada pela industrialização, centralização política, fim dos samurais e abertura comercial. Foi neste período que ocorreram a Primeira Guerra Sino-Japonesa e a Guerra Russo-Japonesa, ambas vencidas pelo emergente Império e garantindo a hegemonia no leste da Ásia. Transformou o Japão de um país rural atrasado numa das Grandes Potências industriais da Belle Époque, ao lado de Estados Unidos, França, Itália, Alemanha, Reino Unido, Rússia e Austria-Hungria. Em seu reinado é implementado a liberdade religiosa. O cristianismo deixa de ser perseguido no Japão.                                 |
| 123                                            |               | Yoshihito                   | Taisho             | 大正天皇      | 30 de julho de 1912    | 25 de dezembro de 1926 | Filho do Imperador Meiji. Bisavô do atual Imperador. Seu reinado teve 11 Primeiro-Ministros. Início de reformas liberais e democráticas no governo conhecidas como Democracia Taisho. Os primeiros partidos foram criados e ocorreram lentas transferências de poder para o parlamento. A aliança com Reino Unido garantiu a participação na Primeira Guerra Mundial e firmamento das relações com o Ocidente e domínio político na Ásia. A partir de 1921, o poder foi dado a seu filho Hirohito, que atuou como príncipe regente devido a problemas de saúde do Imperador. |
| 124                                            |               | Hirohito                    | Showa              | 昭和天皇      | 25 de dezembro de 1926 | 7 de janeiro de 1989   | Filho do Imperador Taisho. Avô do atual Imperador. Seu reinado teve 36 Primeiros-ministros. Início da fase imperialista, ultranacionalista e fascista do Japão, representada por novas invasões a China que geraram a Segunda Guerra Sino-Japonesa. A assinatura do Pacto Tripartite em 1940, garantiu a entrada do Japão na Segunda Guerra Mundial ao lado da Alemanha Nazista e a Itália Fascista. Sob o comando do governo militar Taisei Yokusankai, vários massacres foram cometidos em regiões da Indochina, Pacifico e Insulíndia. Com o fim da guerra e rendição do Japão, o país foi ocupado por forças aliadas e restaurou sua soberania em 1952, agora um estado democrático. Showa foi o último imperador a ser considerado divino, e durante seu reinado ocorreu o milagre económico japonês, que fez o país tornar-se uma potência regional a partir da década de 70. |
| 125                                            |               | Akihito                     | Imperador Emérito  | 上皇明仁      | 7 de janeiro de 1989   | 30 de abril de 2019    | Filho do Imperador Showa, pai do atual Imperador. Teve 17 Primeiro-Ministros. Imperador cerimonial, em seu reinado foi continuada a política económica e social que fizeram do país uma das dez maiores potências da atualidade. Abdicou em 2019 em favor de seu filho devido a problemas de saúde. É conhecido como Jōkō (上皇; Imperador Emérito). Será conhecido postumamente como "Imperador Heisei" (平成天皇). |
| 126                                            |               | Naruhito                    | Imperador Reinante | 今上天皇      | 30 de abril de 2019    | Presente               | Filho do Imperador Emérito Atual Imperador. Seu nome póstumo será Reiwa. |

## Galeria

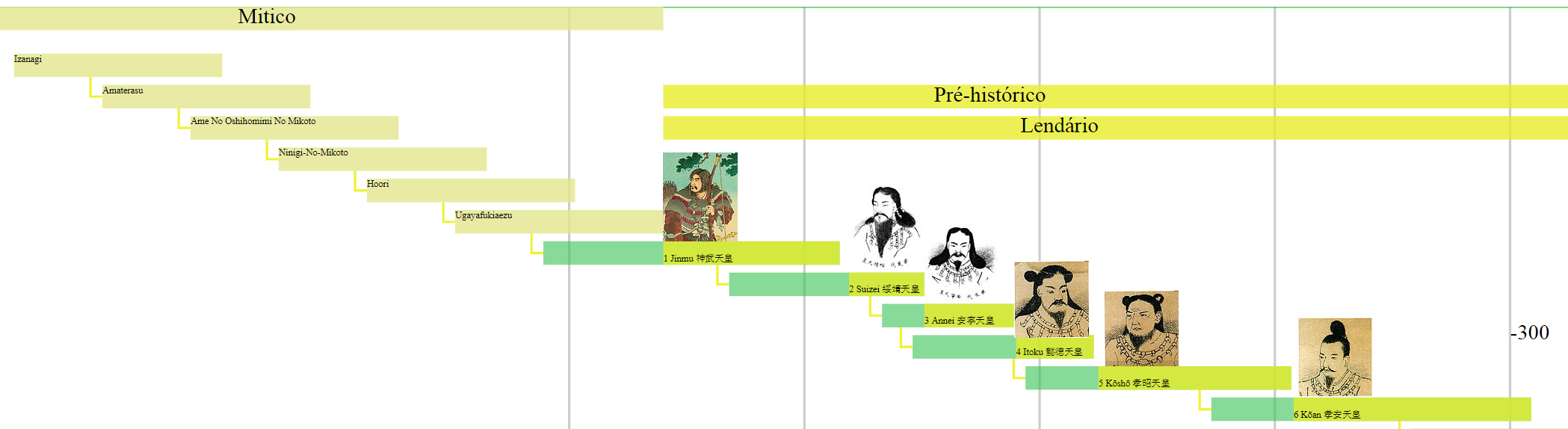
Imperadores do Japão Mitico
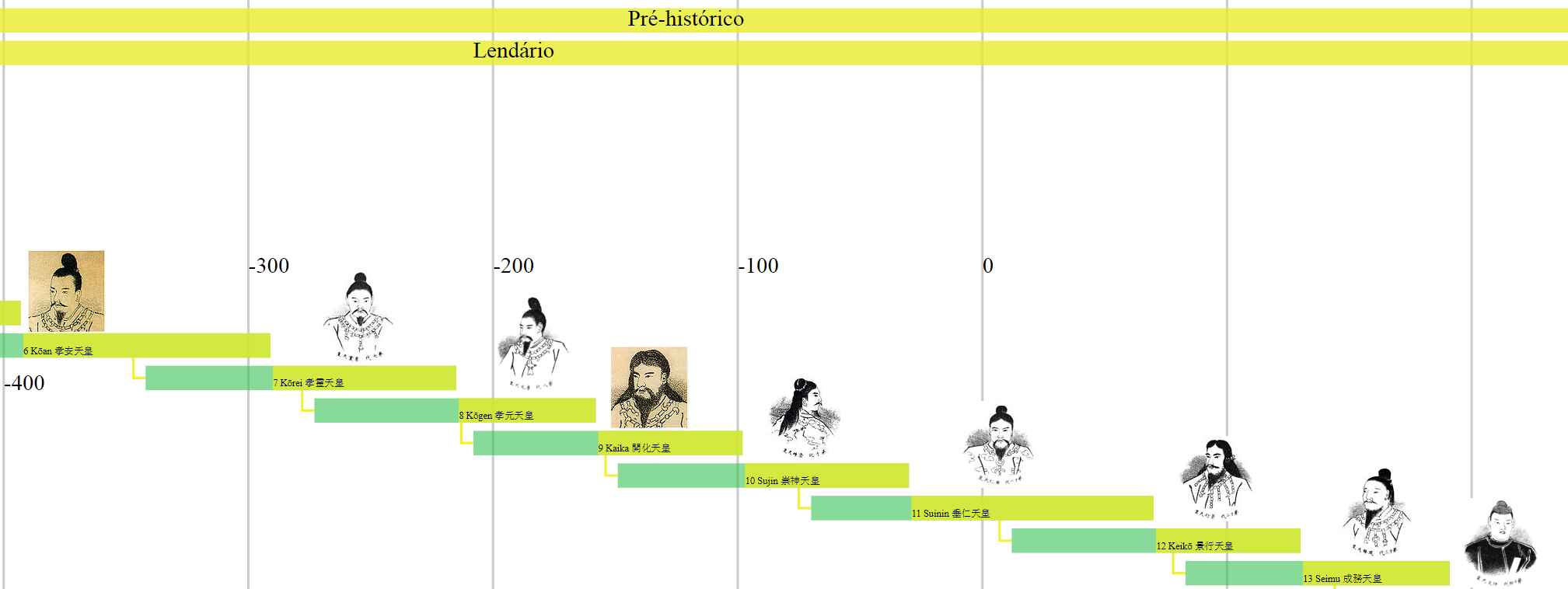
Imperadores do Japão Lendário
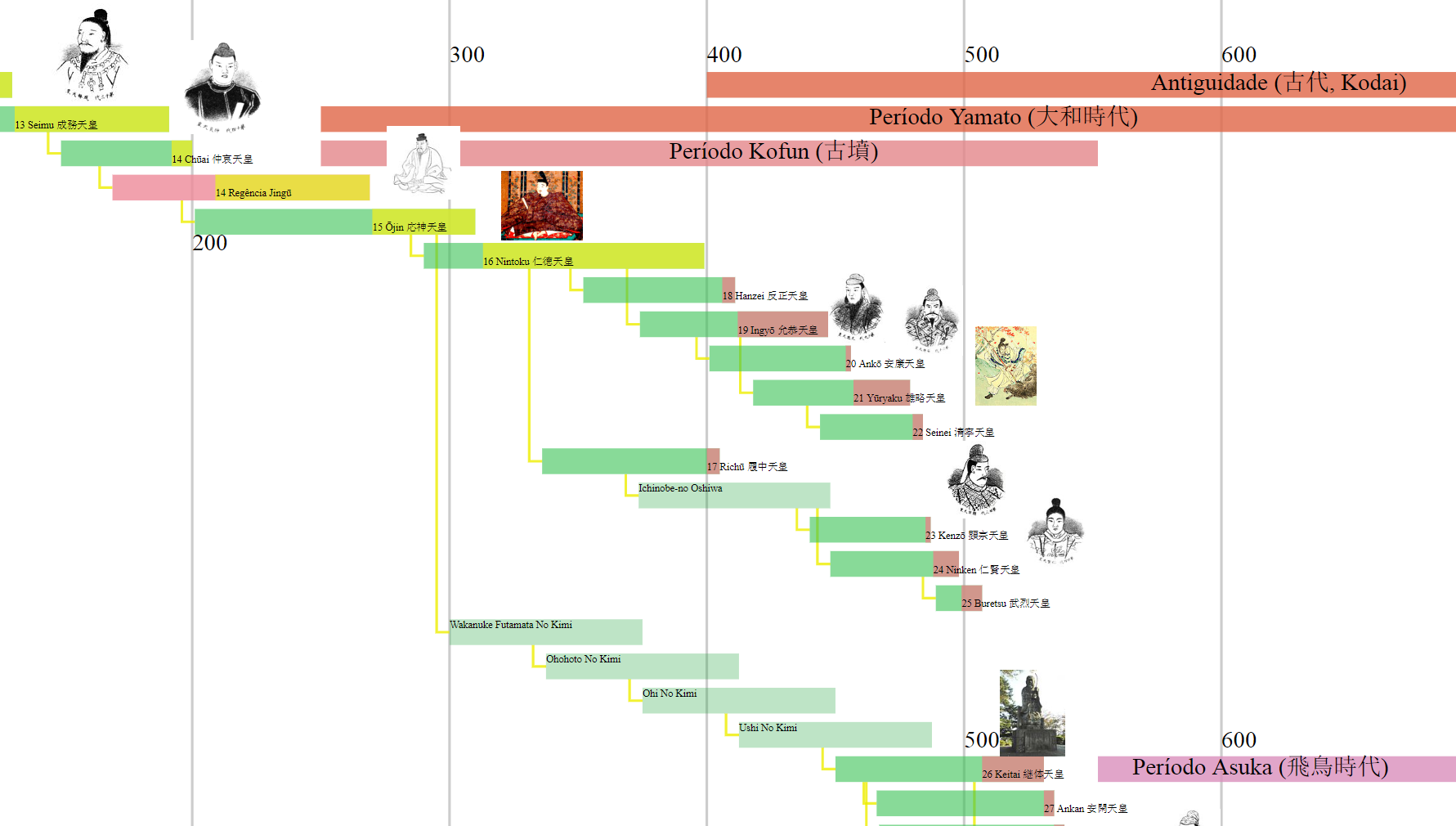
Imperadores do Japão 100-500
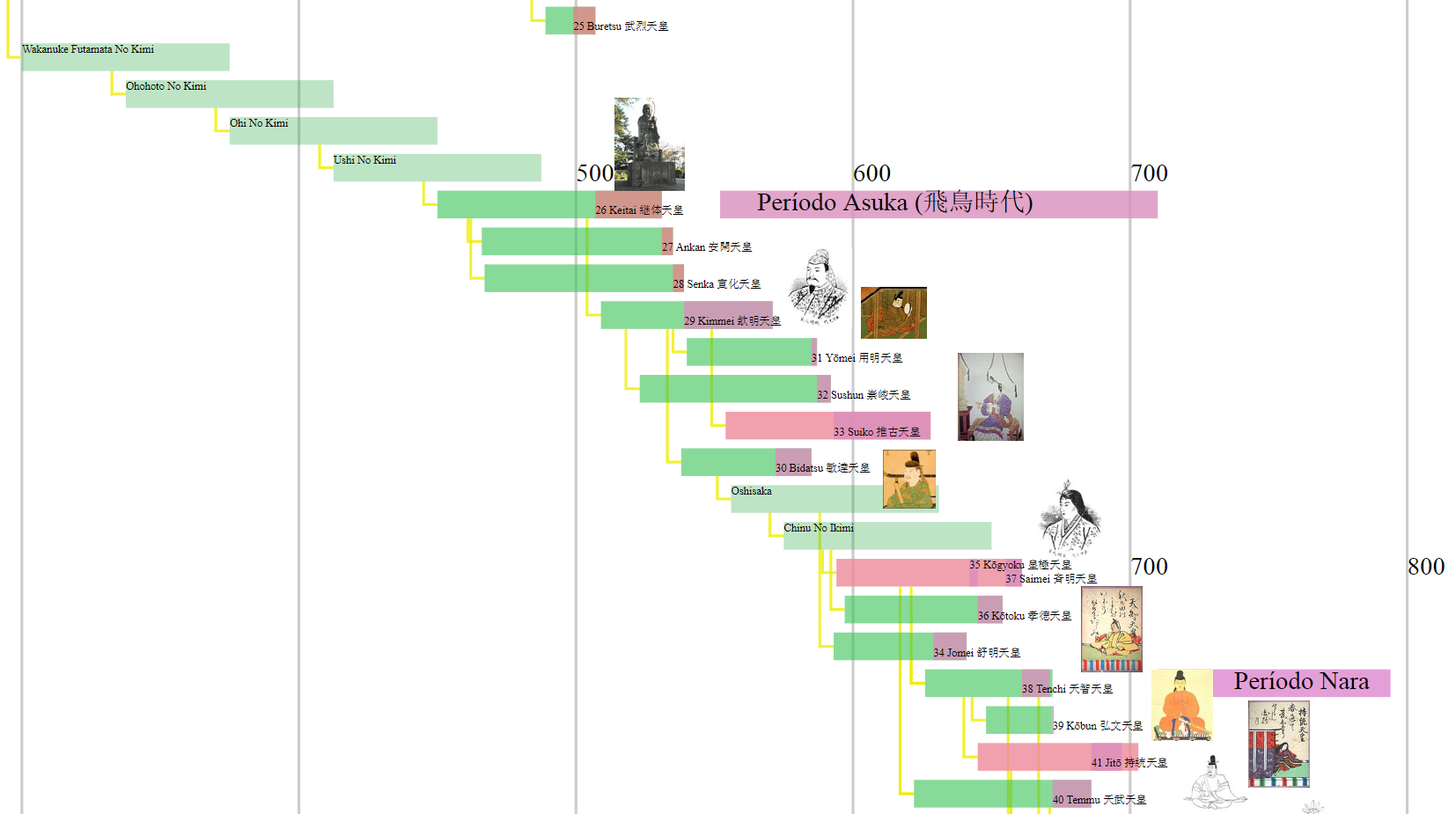
Imperadores do Japão 500-700
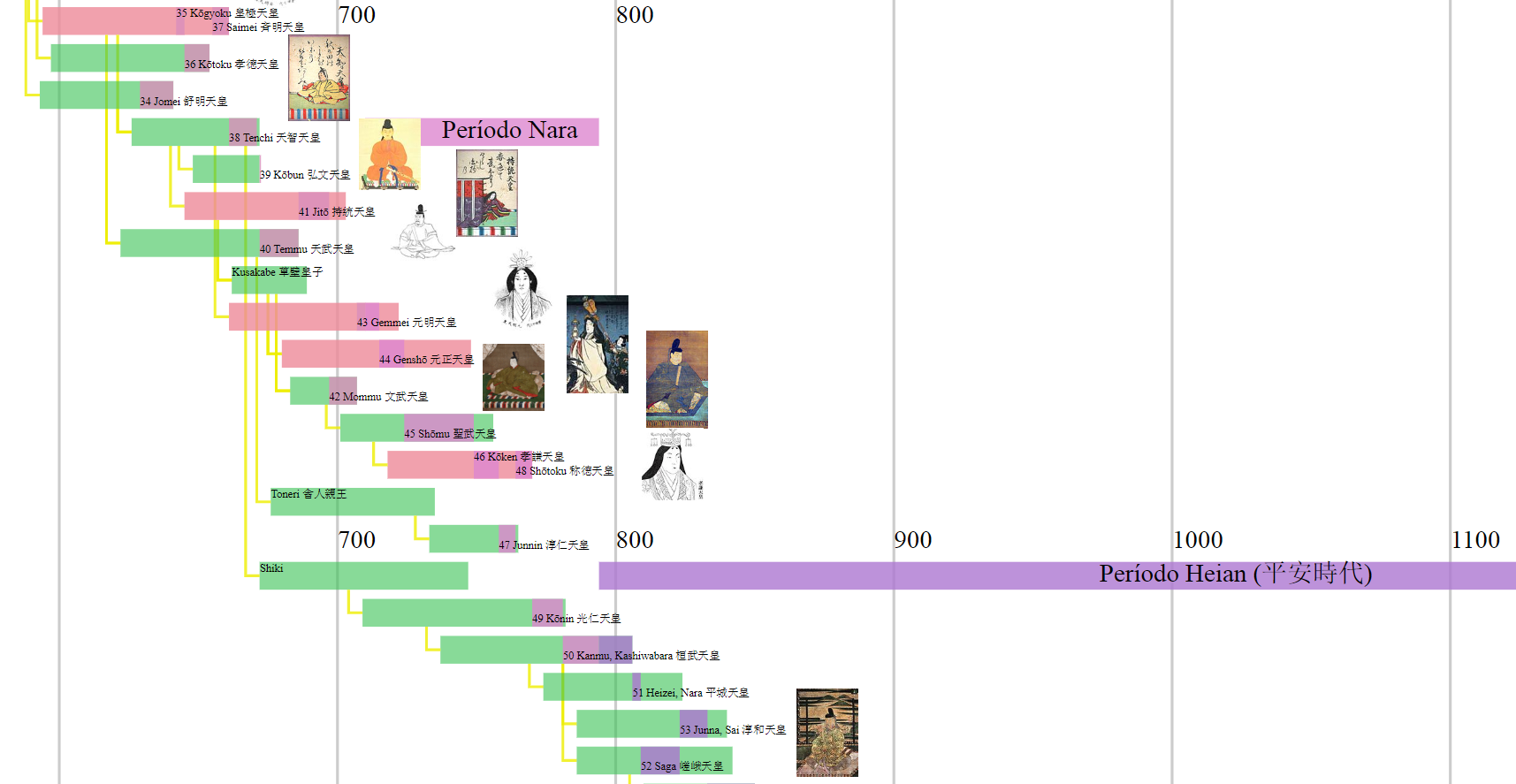
Imperadores do Japão 600-850
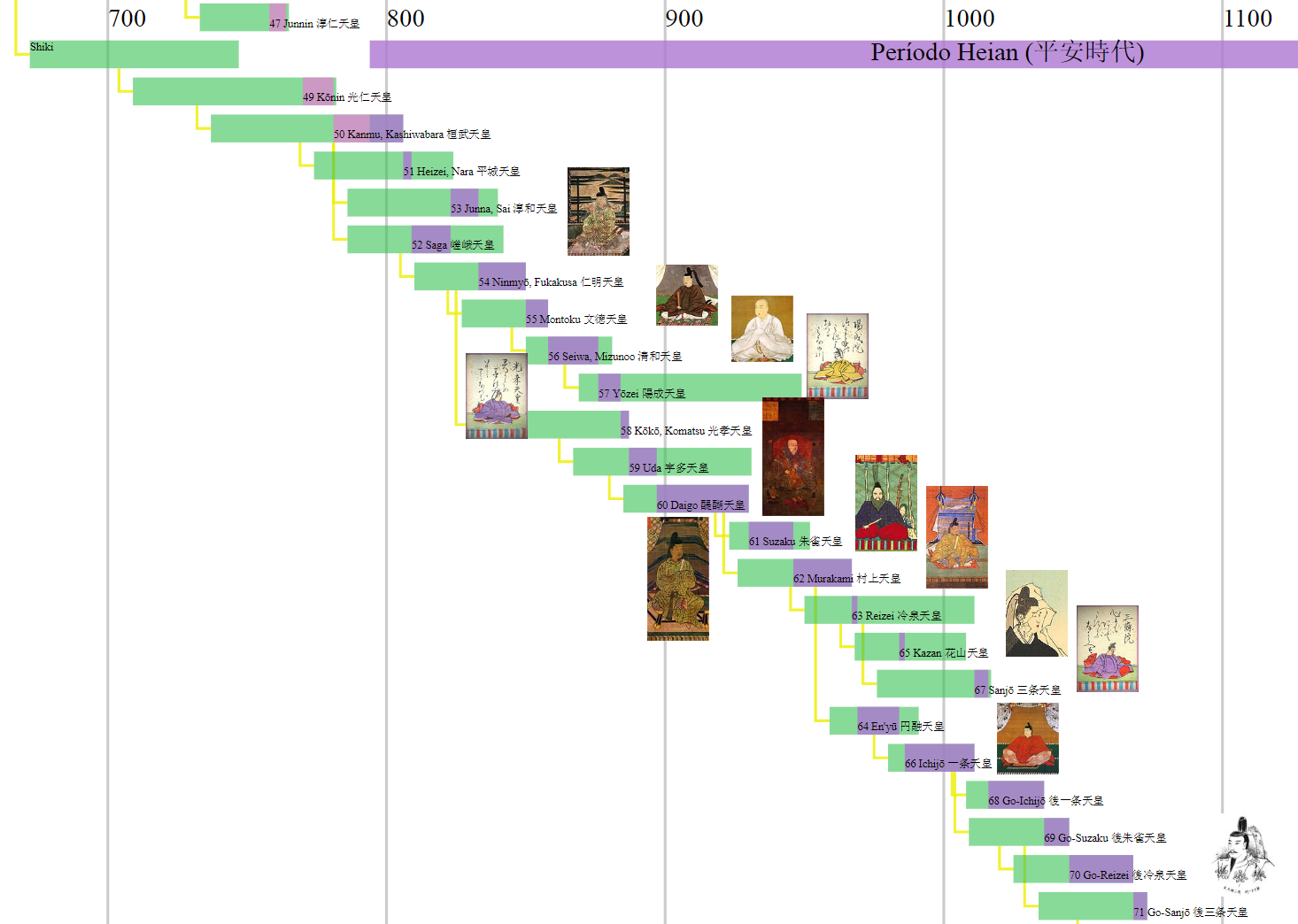
Imperadores do Japão 750-1050
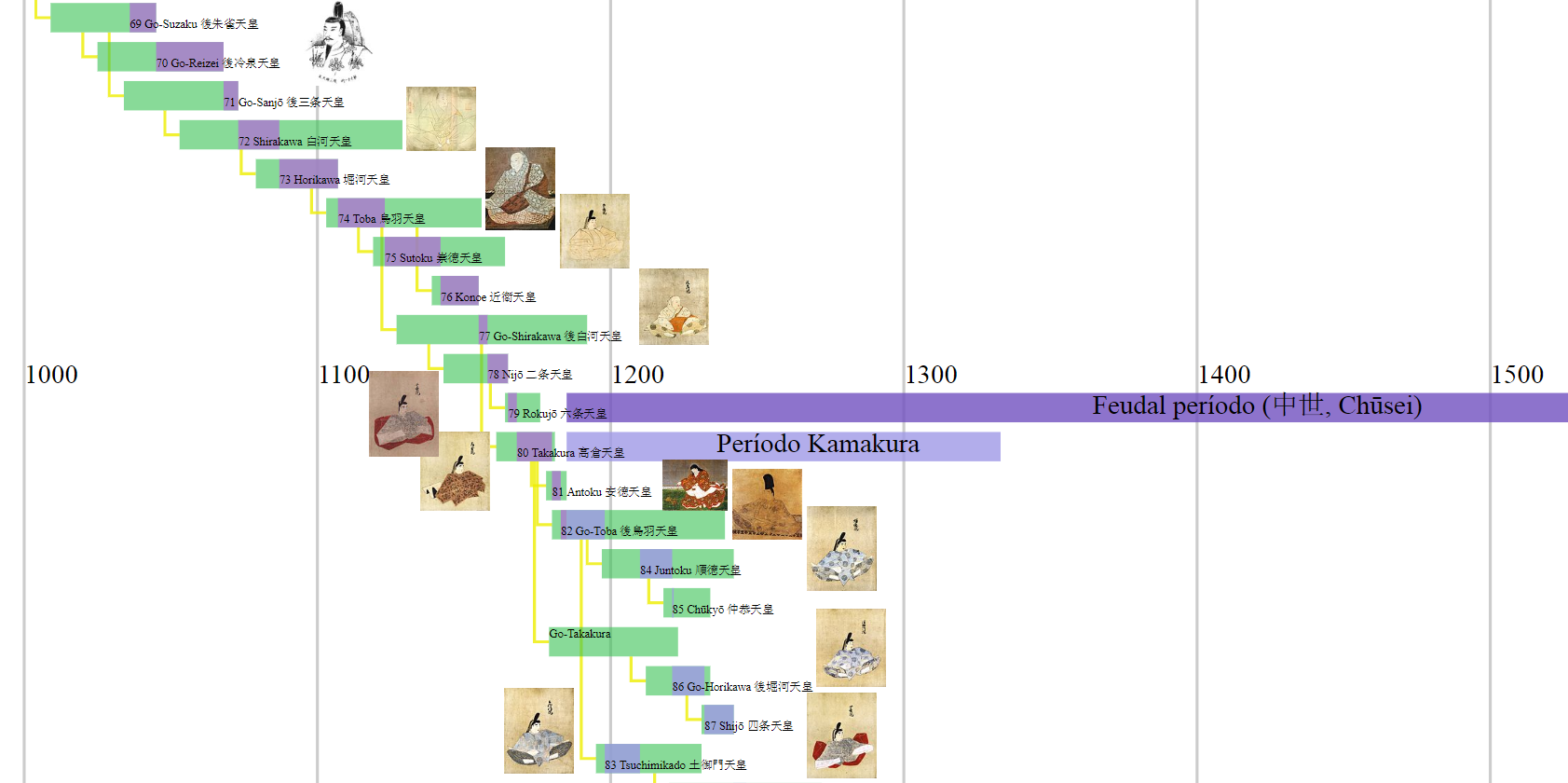
Imperadores do Japão 1050-1250
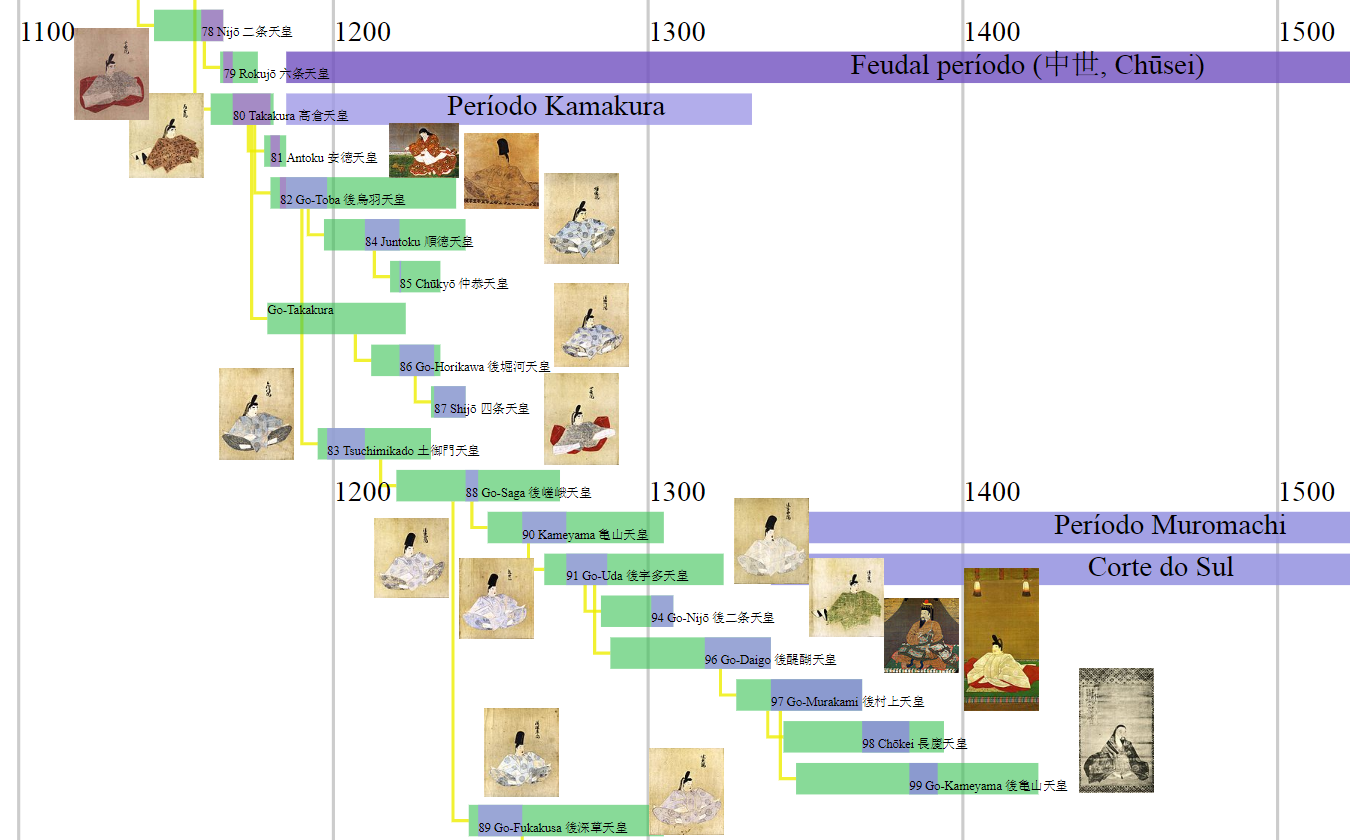
Imperadores do Japão 1150-1400
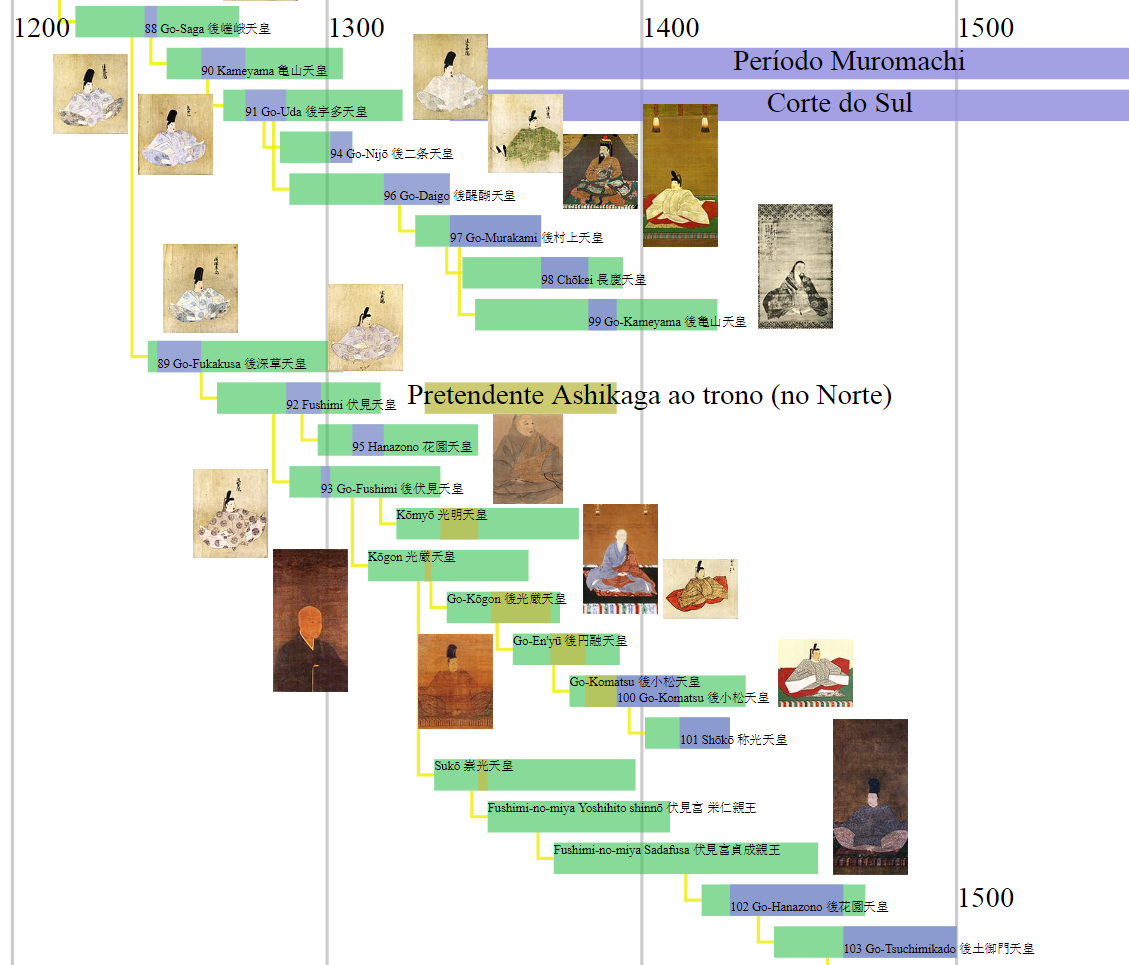
Imperadores do Japão 1250-1500
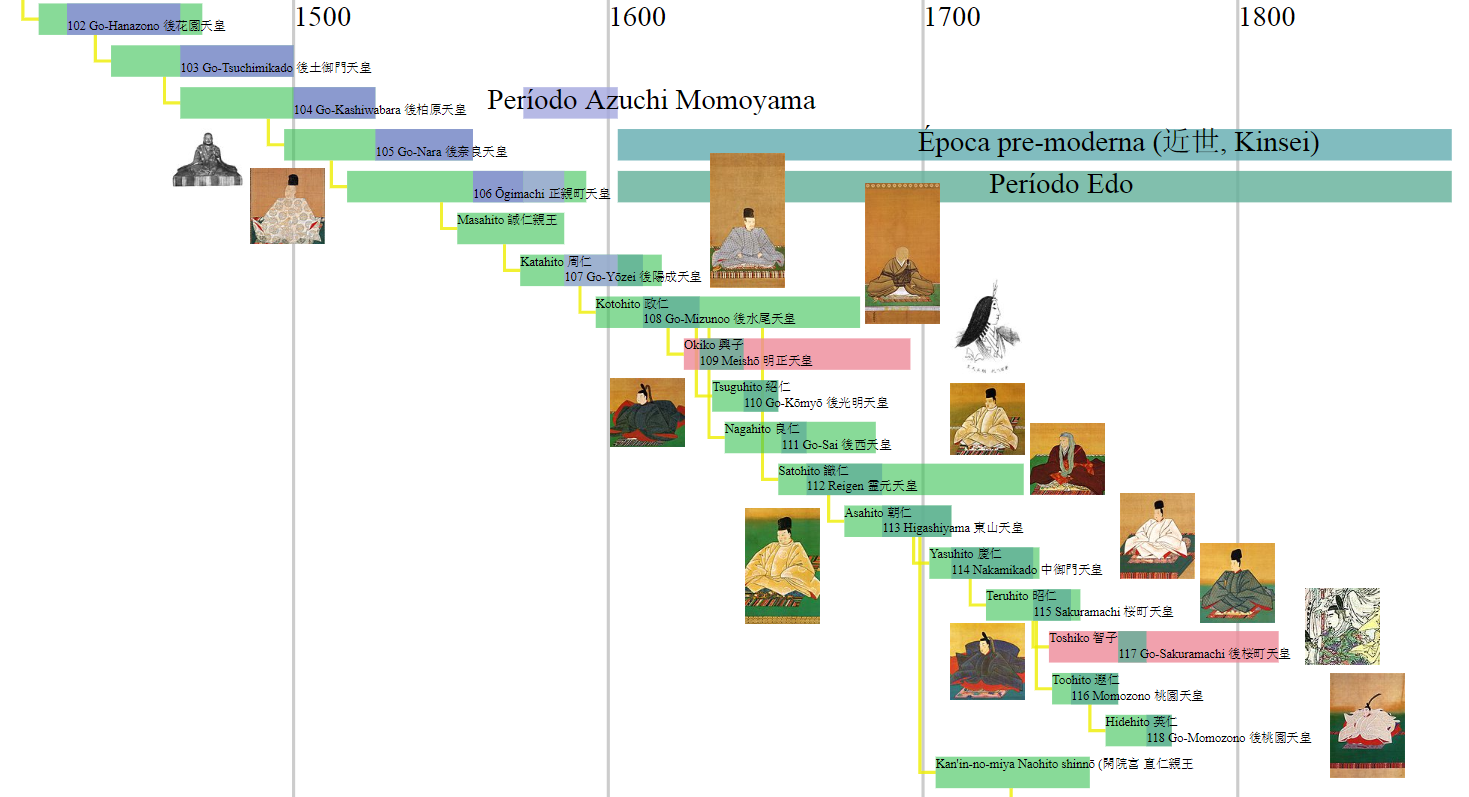
Imperadores do Japão 1400-1850
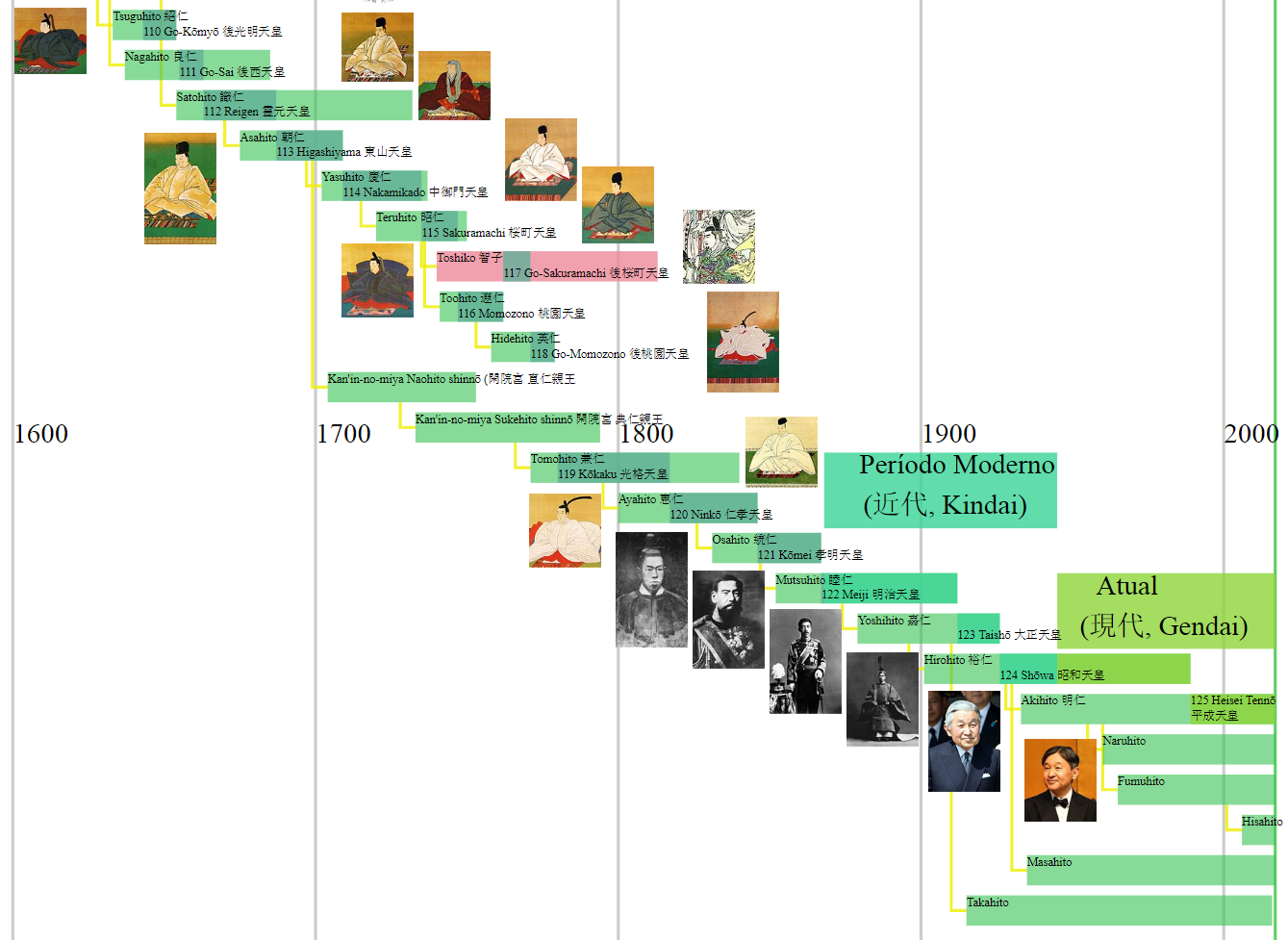
Imperadores do Japão 1650-2020
Todos as Imperadores (SVG)